# .43 Spanish

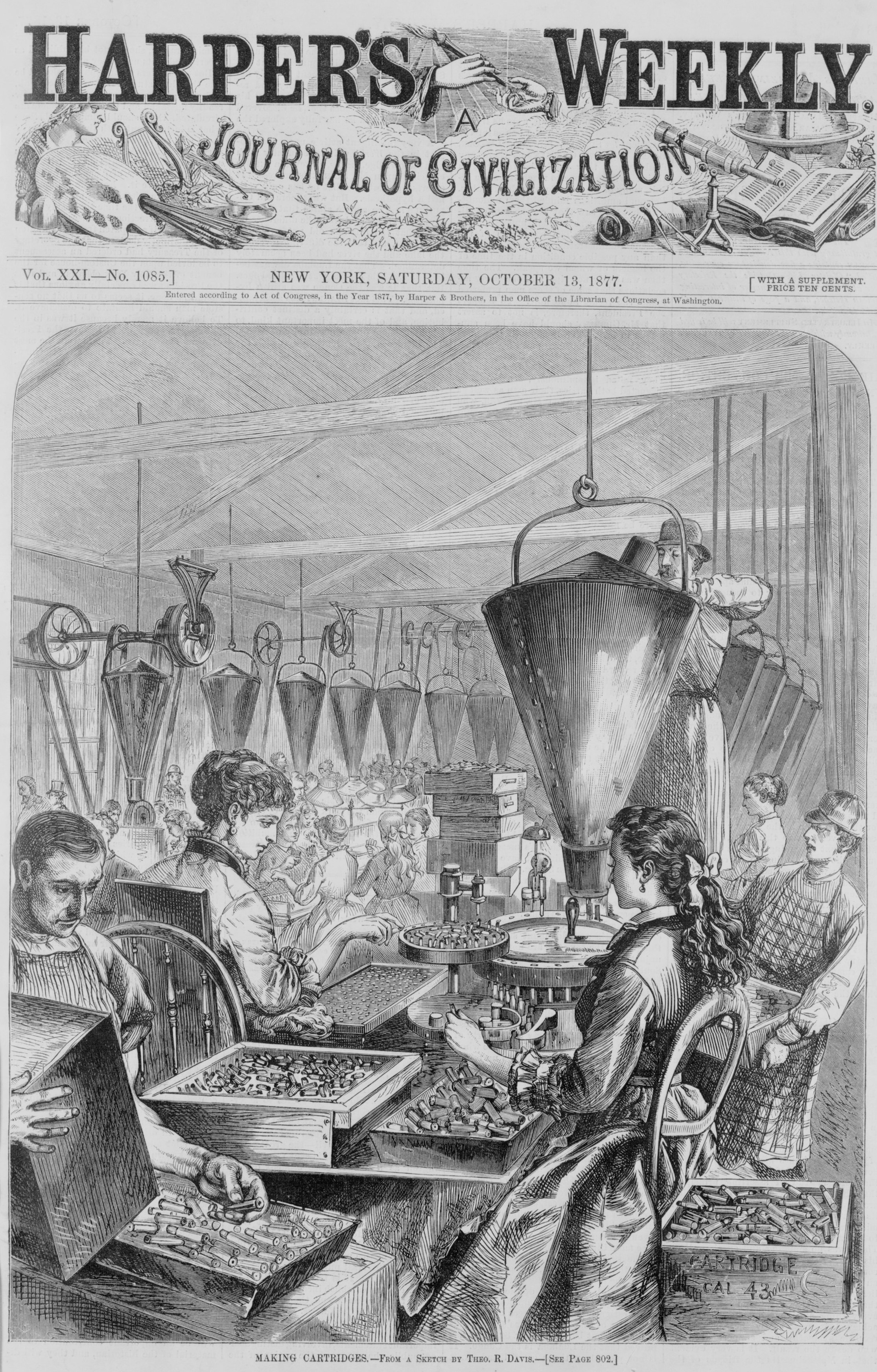
Fabricación de los cartuchos .43 Spanish en la fábrica de Union Metallic Cartridge Co. en Bridgeport, Connecticut, 1877

El .43 Spanish, .43 Remington Español, 11 mm Español o 11,15x57R Remington, es un cartucho de arma larga de percusión central desarrollado por Remington alrededor de 1867. Se usó en los primeros fusiles Rolling Block que Remington fabricó para España. El cartucho es idéntico a los del fusil US Peabody marcado con «U.M.C. 43-77».

## Historia
El cartucho .43 Español se produjo después de que España compró la acción de cerrojo pivotante recién inventada. El arma de fuego de retrocarga, que fue comercializado por Sam Remington, impresionó a los españoles después de su propia evaluación. En 1869, el gobierno español realizó un pedido de 10.000 fusiles. Aparte de las armas de fuego, sin embargo, también querían su propio cartucho y Remington produjo el .43 Español. Se produjo en dos variantes: .43 Español (11,15 x 57R Remington Spanish) de vaina abotellada y el .43 Español Reformado (11,4 x 57R Reformado), con vaina de paredes rectas.
El cartucho era casi similar al cartucho .44-77, excepto por la diferencia en sus diámetros. La versión militar española del cartucho se actualizó más tarde en 1889 a una bala «más pesada, encamisada con latón «Reformada». Mientras Remington dejó de fabricar el cartucho en 1918, su uso en Estados Unidos se generalizó después de la Segunda Guerra Mundial porque se vendió como excedente.

## «Bala envenenada»
El .43 Español usó una bala de 11,5 mm de diámetro que pesaba 25,6 g, que era propulsada a 390 m/s con 4,8 g de pólvora negra. En lugar de una bala de plomo sólida, el .43 Español usó una bala encamisada con latón, que se consideró inusual porque en esa época se prefería el cuproniquel, el metal dorado y el acero revestido de cobre para las camisas de bala. También fue la razón por la cual los soldados estadounidenses sospecharon que los españoles usaron veneno en sus balas durante la Guerra hispano-estadounidense. En los trópicos se corroían con el tiempo, produciendo un polvo verde pálido (el cardenillo o verdín) una vez que estaban expuestos a la alta humedad o la alta salinidad del aire marino. El componente de bronce, sin embargo, mejoró la penetración de la bala.

## Armas recamaradas
- Modelo 1879 Argentino, fusiles y carabinas[1]
- Peabody 1869 Español[10]
- Whitney–Burgess–Morse, fusil de palanca, versión militar[11]
- Remington–Lee Modelo 1879[12]